# 克拉薩瓦角
65°40′41″S 64°09′23″W / 65.67806°S 64.15639°W

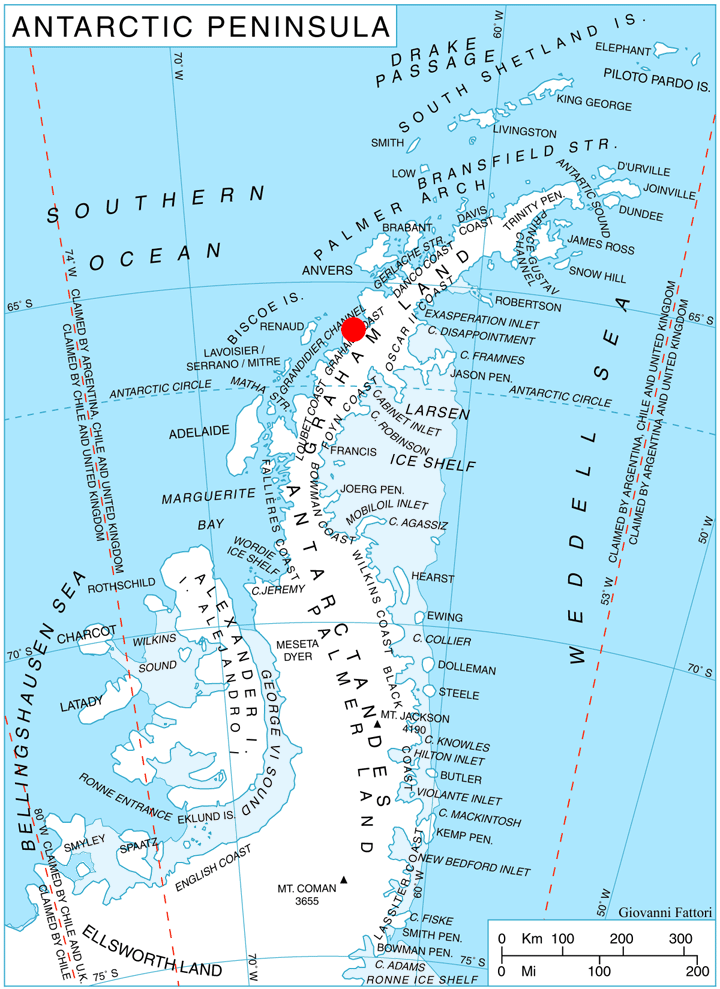

克拉薩瓦角（Krasava Point），是南極洲的海岬，位於葛拉漢地，處於瓦托普角東南面3.8公里和艾克曼角以南7公里，以保加利亞西部鄉鎮命名，現時由南極條約體系管理。